# Chambre (arme à feu)
Pour les articles homonymes, voir Chambre.

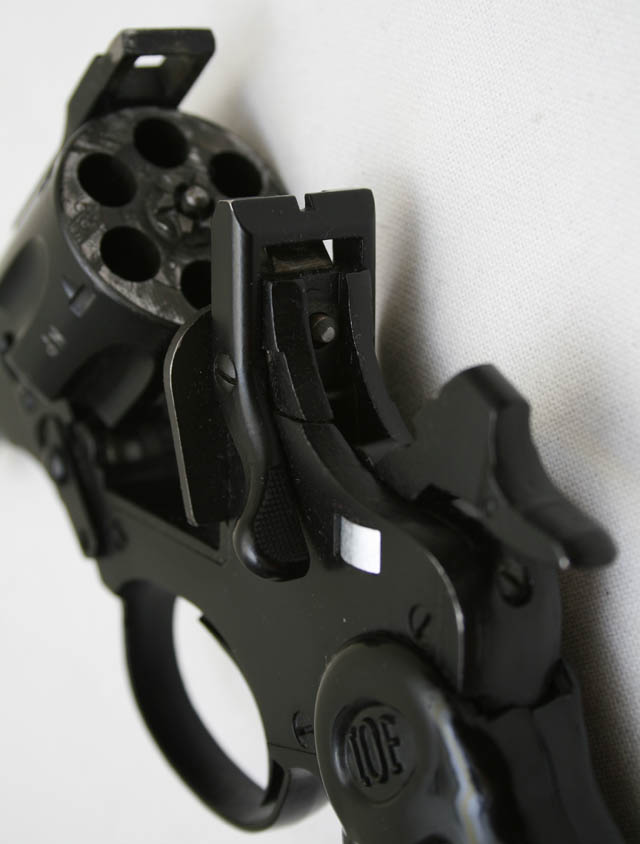
Revolver à barillet IOF 32 montrant l'ouverture des chambres.

Une chambre d'arme à feu est une chambre de combustion dans laquelle les cartouches sont insérées (chambrées) avant d'être percutées pour en propulser le projectile, puis éjectées.
- La chambre peut être cylindrique (pour douille ou étui à bourrelet, exemple : 22LR, 38 spécial…), légèrement conique (pour douille ou étui à gorge, exemple : 9X19mm, 9X17mm, .45 ACP…) ou tronconique (pour douille ou étui tronconique à gorge, exemple : 308 Win, 5,56 OTAN, 12,7X99mm…), dans ce cas, la chambre est composée d'on corps de chambre, d'un cône de feuillure ou cône d'appui, d'un collet et d'un cône de sertissage.
- La chambre flutée : Ce type de chambre, peu utilisé (FAMAS, Oerlikon KBA…), contient des rainures longitudinales du collet jusque approximativement le milieu du corps de la chambre. Le but est de permettre un léger passage de gaz entre la chambre et la douille ou étui afin de permettre son décollement.

Pour la plupart des armes à feu telles que les pistolets, carabines, fusils et mitrailleuses, la chambre fait partie intégrante du canon. Située à l'extrémité opposée à la bouche, la chambre est soit usinée avec le canon soit sertie lors de la fabrication du canon. Ces armes à feu n'ont qu'une seule chambre par canon mais peuvent cependant avoir plusieurs chambrages les armes à canons multiples.
En revanche, les revolvers et carabines à barillet ont plusieurs chambres dans leur barillet, généralement six, qui tournent afin de s'aligner successivement avec le canon.
Chambrer une cartouche est l'action de l'insérer dans la chambre.